# Гарльсторф
Гарльсторф (нім. Garlstorf) — громада в Німеччині, розташована в землі Нижня Саксонія. Входить до складу району Гарбург. Складова частина об'єднання громад Зальцгаузен.
Площа — 16,82 км2. Населення становить 1185 ос. (станом на 31 грудня 2021).